# Xiao Wu, artisan pickpocket
Pour plus de détails, voir Fiche technique et Distribution.
Xiao Wu, artisan pickpocket (小武) est un film chinois réalisé par Jia Zhangke et sorti en 1997.

## Synopsis
La vie quotidienne de Xiao Wu, pickpocket à Fenyang.

## Fiche technique
- Titre : Xiao Wu, artisan pickpocket
- Titre original : 小武
- Réalisation : Jia Zhangke
- Scénario : Jia Zhangke
- Production : Jia Zhangke et Kit Ming Li
- Photographie : Yu Lik-wai
- Montage : Xiao Ling Yu
- Pays d'origine :  Chine
- Format : couleur - 16 mm
- Durée : 108 minutes
- Année de réalisation : 1997
- Dates de sortie :
  - Chine : 1997
  - Allemagne : 1998 (Berlinale)
  - France : 13 janvier 1999
  - Belgique : 17 juin 1999

## Distribution
- Wang Hongwei : Xiao Wu
- Hao Hongjian : Mei Mei
- Zuo Baitao
- Ma Jinrei
- Liu Junying
- Liang Yonghao
- An Qunyan
- Jiang Dongdong
- Zhao Long
- Wang Reiren
- Jinfeng Gao
- Li Renzhu
- Wu Juan
- Ji Jinshu
- Ren Zhaorui
- Zhang Xiaohua
- Zhang Deping
- Qiao Yingfei
- Wei Xiaoqin
- Qian Qiao
- Zhao Genzhi

## Production
C'est alors qu'il est encore étudiant que Jia Zhangke réalise ce film, par envie de tourner, sans se préoccuper de s'il pourra sortir en salles ou non. Selon le réalisateur, le film a été tourné en douze jours, avec des journées de travail de quinze heures.

## Distinctions
- Berlinale 1998 : Sélection Forum[3], Prix NETPAC et Wolfgang Staudte}
- Prix de l'Âge d'or 1998
- Prix Dragons et Tigres au Festival de Vancouver (1998)
- Montgolfière d'Or (Grand Prix) au Festival des 3 Continents 1998 à Nantes
- Liste des récompenses pour (en) Récompenses pour Xiao Wu sur l’Internet Movie Database

## Autour du film
Le personnage de Xiao Wu réapparaît plus tard dans Plaisirs inconnus, où il est devenu le petit chef d'une bande, ainsi que dans les films Platform et The World du même réalisateur.